# 구루스 사부로
구루스 사부로(일본어: 来栖三郎, 1886년 3월 6일 가나가와현 요코하마시 ~ 1954년 4월 7일)는 일본의 외교관이다.

## 약력
요코하마 제1중학교(현 가나가와현립 기보가오카고등학교)를 졸업하였으며 1909년 도쿄고등상업학교(히토쓰바시 대학의 전신) 전공부 영사학과를 졸업했다.
1909년 외교관·영사관 시험에 합격했으며 1910년 외무성에 취직했다. 그 후에 미국 시카고 주재 일본 총영사 등을 지냈고 1928년 페루 주재 일본 공사, 1932년 외무성 통상국장, 1936년 벨기에 주재 특명전권대사, 1939년 독일 주재 특명전권대사에 임명되었다.
1940년 삼국 동맹 조약 체결식에서 일본 대표로 서명했으며 고노에 후미마로 내각이 전쟁을 회피하기 위해 진행한 미국과 일본 간의 교섭을 담당하는 특명전권대사로 미국 워싱턴에 파견되었다. 그는 미국과 일본 간의 교섭에서 미국 주재 일본 대사로 있던 노무라 기치사부로를 보좌하는 역할을 맡았지만 이는 미국의 불신을 낳게 되었고 양국의 교섭은 결렬되고 만다. 또한 일본이 헐 노트를 거부하겠다는 의사를 밝혔다.
1941년 12월 7일에 일어난 일본의 진주만 공격을 계기로 미국과 일본 양국은 전쟁 상태에 돌입하게 된다. 1942년 태평양 전쟁이 발발하자 두 차례에 걸쳐 운행된 전시 교환선을 타고 일본으로 귀국했으며 1945년 2월 외무성을 퇴관했다. 제2차 세계 대전이 끝난 이후 연합군 최고사령부에 의해 공직에서 추방당했으며 1954년 사망했다.